# Язід Мансурі
Язід Мансурі (араб. يزيد منصوري‎, фр. Yazid Mansouri, нар. 25 лютого 1978, Ревен) — французький і алжирський футболіст, що грав на позиції півзахисника. Виступав, зокрема, за клуби «Гавр», «Лор'ян», а також національну збірну Алжиру.

## Клубна кар'єра
Народився 25 лютого 1978 року у французькому місті Ревен. Вихованець футбольної школи клубу «Гавр». Дорослу футбольну кар'єру розпочав 1999 року в основній команді того ж клубу, в якій провів чотири сезони, взявши участь у 134 матчах чемпіонату.
Згодом з 2003 по 2006 рік грав у складі англійського «Ковентрі Сіті» та французького «Шатору».
Своєю грою за останню команду привернув увагу представників тренерського штабу клубу «Лор'ян», до складу якого приєднався 2006 року. Відіграв за команду з Лор'яна наступні чотири сезони своєї ігрової кар'єри. Більшість часу, проведеного у складі «Лор'яна», був основним гравцем команди.
Протягом 2010–2011 років захищав кольори команди катарського клубу «Ас-Сайлія».
Завершив професійну ігрову кар'єру у клубі «Константіна», за команду якого виступав протягом 2012 року.

## Виступи за збірну
2001 року дебютував в офіційних матчах у складі національної команди своєї історичної батьківщини, збірної Алжиру. Протягом кар'єри у збірній, яка тривала 10 років, провів у формі головної команди країни 67 матчів.
У складі збірної був учасником Кубка африканських націй 2002 року у Малі, Кубка африканських націй 2004 року у Тунісі, чемпіонату світу 2010 року у ПАР, Кубка африканських націй 2010 року в Анголі.